# Samuel Bellamy
Samuel Bellamy (Devonshire, 23 februari 1689 - nabij Cape Cod, 26 april 1717) was een Engelse piraat en avonturier. Hij staat ook bekend als Black Sam of Black Bellamy.

## Leven
Er is weinig over zijn jeugd bekend. Vast staat dat hij vrouw en kind in Canterbury verliet om aan de kust van Florida naar gezonken Spaanse schepen en hun schatten te zoeken. Begin 1716 had hij een eigen schip en vertrok hij naar Noord-Amerika.
Hij landde bij Cape Cod in Massachusetts, waar hij Maria Hallett, een 15-jarig meisje, ontmoette. Hij beloofde haar terug te zullen komen met goud en juwelen. Nadat hij weer vertrokken was beviel ze van een kind, dat echter snel overleed.
In Newport ontmoette Bellamy Paulsgrave Williams, die hem zou vergezellen bij zijn zoektocht naar goud voor de kust van Florida. Hun inspanningen leverden niets op. Daarom besloten ze om achter ‘varende schepen’ aan te gaan. Ze monsterden aan bij kapitein Benjamin Hornigold; met zijn schip Blackbeard was deze de eerste die het Caraïbische gebied onveilig maakte.
Hornigold wilde alleen Franse en Spaanse schepen aanvallen; zijn bemanning koos ervoor om schepen van alle nationaliteiten te plunderen. De bemanning koos in juni 1716 Bellamy tot kapitein. Williams werd kwartiermeester en tweede in rang op het schip. In de daarop volgende maanden hadden ze veel succes: ruim 50 schepen werden geplunderd. In februari 1717 besloten Bellamy en Williams, die inmiddels een eigen schip had, om samen achter de driemaster Whydah (ook gespeld als Whidah en Whido) aan te gaan, die met goud, zilver, indigo en ivoor van Londen naar Jamaica voer. Na drie dagen lukte het om het schip te veroveren. De bemanning van de Whydah werd overgezet op de Sultana, het schip van Bellamy.
Op 26 april 1717 voer Bellamy met zijn schip naar Cape Cod, kwam in een storm terecht en het schip verging. Slechts acht piraten konden zich redden. Ze werden gevangengenomen en zes van hen werden opgehangen; de twee anderen kwamen vrij, omdat ze aannemelijk hadden kunnen maken dat ze door Bellamy waren vastgehouden. Een van hen, Thomas Davis, een timmerman uit Wales, hield in Cape Cod de legende van Samuel Bellamy levend.
In 1984 is het wrak van de Whydah gevonden door de duiker Barry Clifford. Naast zo'n 10.000 gebruiksvoorwerpen werd voor miljoenen dollars aan goud naar boven gehaald.